# Diego del Carpio
Diego del Carpio è un comune spagnolo di 273 abitanti situato nella comunità autonoma di Castiglia e León.